# Закір Найк
Закір Абдул-Карім Найк (урду ذاکر عبد الکریم نائیک нар. 18 жовтня 1965, Мумбаї, Індія) - індійський проповідник Ісламу і президент Ісламського дослідницького фонду (ІІФ). Має диплом лікаря-хірурга. Засновник Ісламської міжнародної школи Мумбаї.
У 2017 році, за даними Middle East Monitor, він отримав громадянство Саудівської Аравії.

## Молодість і освіта
Закір Найк народився 18 жовтня 1965 року в родині Абдула Каріма Найка та Рошана Найка в Бомбеї, Індія. Він навчався в коледжі Кішінчанд Челларам і вивчав медицину в Національному медичному коледжі Топівала та благодійній лікарні BYL Nair, а пізніше в Університеті Мумбаї, де отримав ступінь бакалавра медицини та хірургії (MBBS).

## Кар'єра
У 1991 році він почав працювати в галузі дава і заснував Ісламську міжнародну школу в Мумбаї та Об'єднану ісламську допомогу, яка надає стипендії бідній і знедоленій мусульманській молоді. Дружина Найка, Фархат Найк, є президентом жіночої секції Фонду ісламських досліджень (IRF). Він заснував Об'єднану ісламську допомогу, яка надає стипендії бідній і знедоленій мусульманській молоді.
21 січня 2006 року Фонд ісламських досліджень, який очолює Найк, заснував Peace TV. Це некомерційна мережа супутникового телебачення ОАЕ, яка транслює безкоштовні програми. Це одна з найбільших у світі релігійних супутникових телевізійних мереж.
У другій половині березня 2021 року Naik запустив Al Hidaayah, який надає освітній контент про іслам. Платформа містить тисячі годин відео понад 40 відомих ораторів ісламу з усього світу, включаючи Ахмеда Дідата, Юсуфа Естеса, Хусейна Є та Білала Філіпса. Він стверджував, що ця платформа є «халяльною» версією Netflix.

## Лекції та диспути
На відміну від багатьох ісламських проповідників, його лекції розмовні читаються англійською мовою, а не урду чи арабською, і він зазвичай носить костюм і краватку. Найк провів багато дебатів і лекцій і, як кажуть, «прочитав понад 4000 лекцій по всьому світу» станом на 2016 рік. Антрополог Томас Блом Хансен написав, що стиль Найка запам’ятовує Коран література хадисів різними мовами та пов’язана з нею місіонерська діяльність зробили його надзвичайно популярним у мусульманських колах. Багато з його дебатів записані та широко розповсюджені на відео та DVD носіях та в Інтернеті. Його виступи були записані англійською мовою та транслювалися у вихідні дні кількома кабельними мережами в мусульманських районах Мумбаї, а також на телеканалі Peace TV, який він є співпродюсером. Теми, на які він виступає, включають: «Іслам і сучасна наука», «Іслам і християнство», «Іслам і секуляризм».
Його перші дебати відбулися в 1994 році, дебати про погляди письменниці Тасліми Насрін на іслам у її книзі Lajja, організовані в «Mumbai Marathi Patrakar Sangh», під назвою «Чи релігійний фундаменталізм є каменем спотикання для свободи вираження думок?» У присутності чотирьох журналістів дебати тривали годинами. У квітні 2000 року Найк дебатував з Вільямом Кемпбеллом у Чикаго на тему «Коран і Біблія: у світлі науки», один із його найбільш цитованих дебатів. 21 січня 2006 року Найк провів міжрелігійний діалог з Раві Шанкаром у Бангалорі про концепцію Бога в ісламі та індуїзмі. У лютому 2011 року Найк звернувся до Oxford Union через відеозв'язок з Індії.

## Погляди
Закір Найк не претендує на те, щоб бути прихильником певної школи в ісламі. Незважаючи на його заперечення, деякі люди вважають, що його погляди та ідеологія подібні до салафітських.
Найк каже, що його мета полягає в тому, щоб «зосередитися на освіченій мусульманській молоді, яка стала виправдовуватися щодо власної релігії та почала відчувати, що релігія застаріла». Він вважає обов’язком кожного мусульманина усунути помилкові уявлення про іслам і протистояти тому, що він вважає антиісламським упередженням західних ЗМІ після терактів 11 вересня 2001 року в Сполучених Штатах. Найк сказав, що "незважаючи на різку антиісламську кампанію, 34 000 американців прийняли іслам з вересня 2001 року по липень 2002 року". За словами Найка, іслам є релігією розуму та логіки, а Коран містить 1000 віршів, що стосуються науки, що, за його словами, пояснює кількість новонавернених на Заході. Деякі його статті публікуються в таких журналах, як Islamic Voice (Ісламський голос).